# Icke-angreppspakt
Icke-angreppspakt, även kallad nonaggressionspakt (från engelskans non-aggression), är en sorts fördrag mellan stater som förbjuder våldsamma lösningar på dispyter sinsemellan och istället påtvingar parterna rent diplomatisk konfliktlösning. De förekom huvudsakligen under mellankrigstiden då man försökte hitta sätt att förhindra nya krig i Europa men har idag helt ersatts av andra typer av säkerhetsarrangemang. Icke-angreppspakter ska ej blandas ihop med militärallianser som inbegriper helt andra åtaganden för de ingående staterna.
Ingen internationellt erkänd definition eller standard för icke-angreppspakter finns och alla som skrevs berodde helt på parternas goda vilja. I regel var de bilaterala men försök till multilaterala icke-angreppspakter förekom också, t.ex. genom Nationernas förbund. Den historiskt mest kända icke-angreppspakten undertecknades 23 augusti 1939 av Nazityskland och Sovjetunionen och är känd under namnet Molotov–Ribbentroppakten. Redan i maj 1939 hade en icke-angreppspakten mellan Danmark och Nazityskland undertecknats efter intensiva förhandlingar.  Finland, Norge och Sverige fick samma erbjudande men avböjde och förklarade sig neutrala. Ett år senare hade Nazityskland ockuperat både Danmark och Norge, och de hade ett koordineringssamarbete med Finland som senare övergick i en allians under Fortsättningskriget mot Sovjetunionen. 

## Historiska exempel
- Estland ingick en liknande pakt med Tyskland och Sovjetunionen före andra världskriget.
- Frankrike ingick en liknande pakt med Sovjetunionen före andra världskriget
- Finland ingick en liknande pakt med Sovjetunionen före andra världskriget.
- Polen ingick en liknande pakt med Tyskland före andra världskriget.
- Storbritannien ingick en liknande pakt med Tyskland före andra världskriget.